# Liste des canonnières de l'United States Navy
Voici la liste des canonnières de la marine des États-Unis.

## Unadilla class
- USS Aroostook (1861) (en)
- USS Cayuga (1861) (en)
- USS Chippewa (1861) (en)
- USS Chocura (1861) (en)
- USS Huron (1862) (en)
- USS Itasca (1861) (en)
- USS Kanawha (1861) (en)
- USS Katahdin (1861) (en)
- USS Kennebec (1861) (en)
- USS Kineo (1862) (en)
- USS Marblehead (1861) (en)
- USS Ottawa (1861) (en)
- USS Owasco (1861) (en)
- USS Pembina (1861) (en)
- USS Penobscot (1861) (en)
- USS Pinola (1861) (en)
- USS Sagamore (1861) (en)
- USS Sciota (1861) (en)
- USS Seneca (1861) (en)
- USS Tahoma (1861) (en)
- USS Unadilla (1861) (en)
- USS Winona (1861) (en)
- USS Wissahickon (1861) (en)

## Octorara class
- USS Cimarron (1862) (en)
- USS Conemaugh (1862) (en)
- USS Genesee (1862) (en)
- USS Mahaska (1861) (en)
- USS Maratanza (1862) (en)
- USS Miami (1861) (en)
- USS Octorara (1861) (en)
- USS Paul Jones (1862) (en)
- USS Port Royal (1862) (en)
- USS Sebago (1861) (en)
- USS Sonoma (1862) (en)
- USS Tioga (1862) (en)
- USS Huron (1862) (en)

## Kansas class
- USS Kansas (1863) (en)
- USS Maumee (1864) (en)
- USS Nipsic (1863) (en)
- USS Nyack (1863) (en)
- USS Pequot (1863) (en)
- USS Saco (1863) (en)
- USS Shawmut (1863) (en)
- USS Yantic (IX-32) (en)

## Sassacus class
- USS Agawam (1863) (en)
- USS Algonquin (1863) (en)
- USS Ascutney (1862) (en)
- USS Chenango (1863) (en)
- USS Chicopee (1863) (en)
- USS Eutaw (1863) (en)
- USS Iosco (1864) (en)
- USS Lenapee (1863) (en)
- USS Mackinaw (1863) (en)
- USS Massasoit (1863) (en)
- USS Mattabesett (1864) (en)
- USS Mendota (1863) (en)
- USS Metacomet (1863) (en)
- USS Mingoe (1863) (en)
- USS Osceola (1863) (en)
- USS Otsego (1863) (en)
- USS Pawtuxet (1864) (en)
- USS Peoria (1863) (en)
- USS Pontiac (1864) (en)
- USS Pontoosuc (1864) (en)
- USS Sassacus (1862) (en)
- USS Shamrock (1863) (en)
- USS Tacony (1863) (en)
- USS Tallahoma (1862) (en)
- USS Tallapoosa (1863) (en)
- USS Wateree (1863) (en)
- USS Winooski (1863) (en)
- USS Wyalusing (1863) (en)

## Mohongo class
- USS Ashuelot (1865) (en)
- USS Mohongo (1864) (en)
- USS Monocacy (1864) (en)
- USS Muscoota (1864) (en)
- USS Shamokin (1864) (en)
- USS Suwanee (1864) (en)
- USS Winnepec (1864) (en)

## Alert class
- USS Alert (AS-4) (en)
- USS Huron (1875) (en)
- USS Ranger (1876)

## Autre
- USS Marion (1839) (en)
- USS Benton (1861)
- USS R. R. Cuyler
- USS Cairo
- USS Nipsic (1863) (en)
- USS Tennessee (1863) (en)
- USS Albany (1864) (en)
- USS Ammonoosuc (1864) (en)
- USS Chattanooga (1864) (en)
- USS Idaho (1864) (en)
- USS Neshaminy (en)
- USS Wampanoag (1864) (en)
- USS Pompanoosuc
- USS Guerriere (1865) (en)
- USS Resaca (1865) (en)
- USS Swatara (1865) (en)
- USS Minnetonka (en)
- USS Piscataqua (1866) (en)
- USS Quinnebaug (1866) (en)
- USS Worcester (1866) (en)
- USS Nantasket (1867) (en)
- USS Plymouth (1867) (en)
- USS Severn (1867) (en)
- USS Congress (1868) (en)
- USS Algoma (1868) (en)
- USS Alaska (1868) (en)
- USS Omaha (1869) (en)
- USS Swatara (1872) (en)
- USS Adams (1874) (en)
- USS Enterprise (1874)
- USS Antietam (1875) (en)
- USS Quinnebaug (1875) (en)
- USS Vandalia (1876) (en)
- USS Alliance (1877) (en)
- USS Jeannette (1878)
- USS Galena (1880) (en)
- USS Mohican (1883) (en)
- USS Panay (PR-5)
- USS Asheville (PG-21)